# Marie de Châteauvillain
Marie de Châteauvillain, née vers 1330 et morte en 1366 ou 1367, est dame d'Arc-en-Barrois au milieu du XIVe siècle. Elle est la fille de Jean III de Châteauvillain et de son épouse Marguerite de Noyers.

## Biographie
À la mort de son père Jean III de Châteauvillain en 1355, elle n'est pas encore mariée et est citée comme demoiselle de Châteauvillain.
Elle devient dame d'Arc-en-Barrois et de Nully à la mort de son frère le 19 septembre 1356 lors de la bataille de Poitiers durant la Guerre de Cent Ans, tandis que sa sœur aînée Jeanne de Châteauvillain hérite de la seigneurie de Châteauvillain.
Elle épouse Jean II de Bourgogne, de la maison de Chalon, comtes de Bourgogne, et devient dame de Montaigu.
Elle réalise son testament le 22 octobre 1366 et met au monde peu de temps après un fils, prénommé Jean, mais qui meurt très jeune.
Sans enfant, elle lègue après sa mort ses terres d'Arc et de Nully à sa sœur Jeanne, sous réserve que son époux les garderait jusqu'à sa mort, et qu'après la mort de sa sœur, Arc irait à son fils aîné Jean V de Thil-Châteauvillain tandis que Nully irait à son deuxième fils Guillaume de Vienne. Jean Ier de Bourgogne décède en 1373 et Jeanne de Châteauvillain vers 1389.
Marie de Châteauvillain est inhumée dans l'église d'Arc-en-Barrois.

## Mariage et enfants
Elle épouse Jean II de Bourgogne, seigneur de Montaigu, fils d'Henri de Bourgogne, et de sa seconde épouse Isabelle de Thoire,,
- Jean, qui meurt peu après sa naissance[6],[2],[3].

Veuf, Jean Ier de Bourgogne épouse en secondes noces Marguerite de Joinville, d'où postérité. Par ce mariage il devient également  comte de Vaudémont et seigneur de Joinville.